# University of Michigan Consumer Sentiment Index

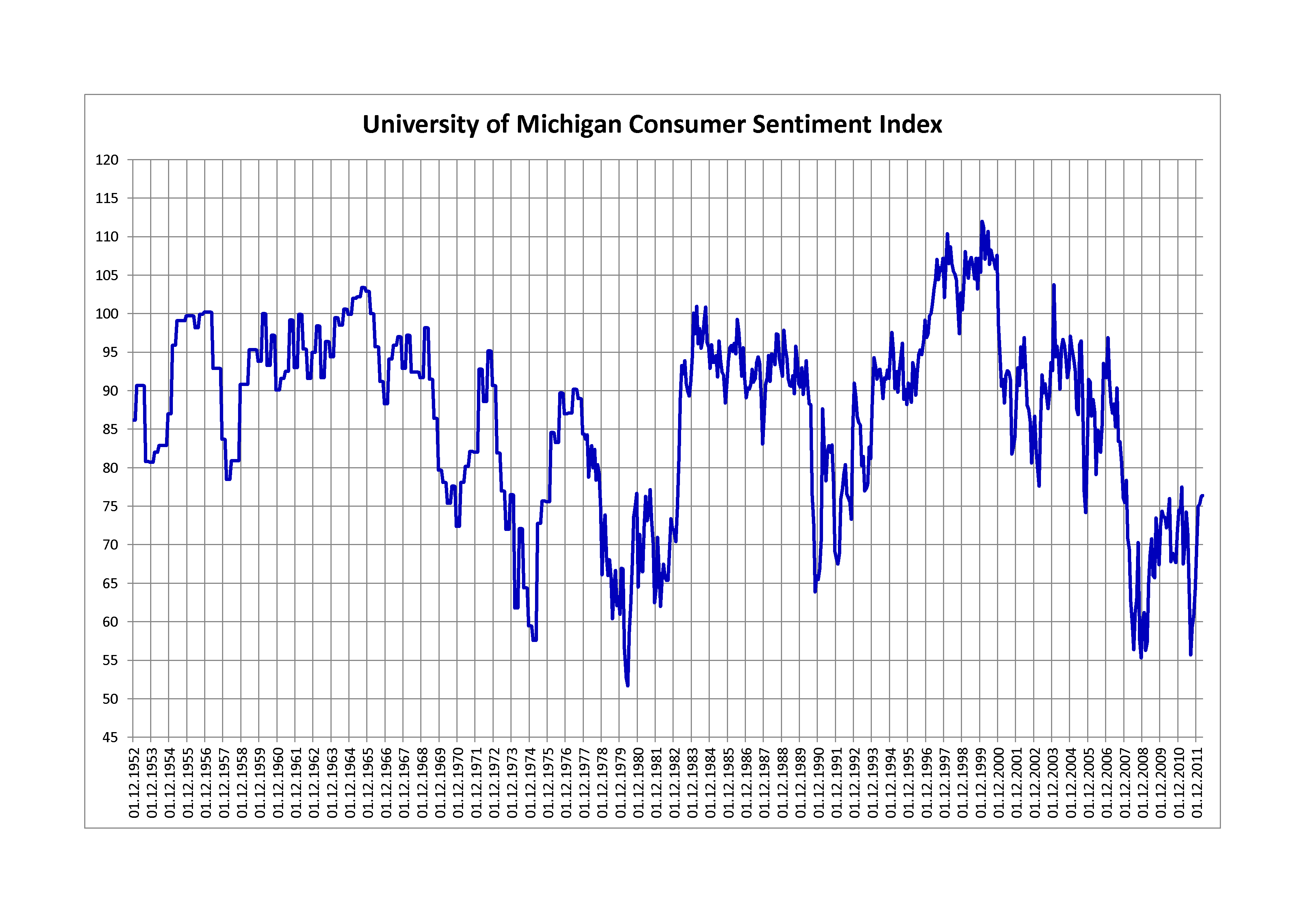
University of Michigan Consumer Sentiment Index 1952–2012

Der University of Michigan Consumer Sentiment Index (MCSI, Konsumklimaindex der Universität Michigan) misst die Konsumneigung der Privathaushalte in den USA. Er wird von Thomson Reuters und der University of Michigan veröffentlicht. Der Index steht in Konkurrenz zum Consumer Confidence Index, dem Konsumklimaindex des Conference Boards.

## Konzept
Der University of Michigan Consumer Sentiment Index (MCSI) gilt als Frühindikator der wirtschaftlichen Entwicklung in den USA. Zur Berechnung werden 500 repräsentativ ausgewählte Konsumenten zu ihren persönlichen Finanzen, allgemeinem Geschäftsklima und ihren Konsumplanungen, insbesondere der Anschaffungsneigung langlebiger Konsumgüter, befragt. Im monatlichen Bericht, dem Surveys of Consumers, wird das Vertrauen gemessen, das die Privathaushalte in die Leistung der amerikanischen Wirtschaft haben. Das Verbrauchervertrauen gilt als zentraler Indikator für die Konsumausgaben, die etwa zwei Drittel der US-Wirtschaftsleistung ausmachen.
Die Umfrage besteht aus fünf Fragen zu folgenden Themen:
1. Beurteilung der aktuellen finanziellen Situation des Haushaltes
2. Beurteilung der finanziellen Situation des Haushaltes in einem Jahr
3. Einschätzung der konjunkturellen Entwicklung in einem Jahr
4. Erwartung der konjunkturellen Entwicklung in den nächsten fünf Jahren
5. Kaufabsichten

Den Teilnehmern der Umfrage wird die Möglichkeit gegeben frei auf Fragen zu antworten, so hat der Untersucher mehr Anhaltspunkte die Antworten einzuordnen. Aus allen Daten berechnen Thomson Reuters und die University of Michigan zwei Teilindizes, die zusammen den Gesamtindex ergeben: den Current Conditions Index für die Einschätzung der aktuellen Lage und den Index of Consumer Expectations, der die Beurteilung der zukünftigen Erwartungen beinhaltet. Meinungen zum aktuellen Verhalten haben einen Anteil von bis zu 40 Prozent am Gesamtindex, Erwartungen zum zukünftigen Verhalten einen Anteil von 60 Prozent.
Spezifische Untersuchungskriterien sind zudem:
- Erwartete Inflation in einem Jahr und in fünf Jahren
- Erwartete Arbeitslosigkeit
- Erwartete Zinsen
- Zufriedenheit mit der staatlichen Wirtschaftspolitik

Die vorläufigen Ergebnisse aus dem Surveys of Consumers werden um den 15. eines Monats veröffentlicht; endgültig um den letzten Geschäftstag des Monats um 10:00 Uhr EST (16:00 Uhr MEZ).

## Bewertung
Das Verbrauchervertrauen in den USA korreliert eng mit der Arbeitslosigkeit, der Inflation und der realen Einkommenssituation. Es besteht ein starker Zusammenhang mit dem Konsumverhalten. Die Größen stimmen aber nicht unbedingt überein.
Zu den Stärken des University of Michigan Consumer Sentiment Index (MCSI) gehört die Veröffentlichung der Daten für den laufenden Monat. Das Verbrauchervertrauen ist ein Frühindikator für wirtschaftliche Zyklen. Die veröffentlichten Informationen geben Auskunft über die gegenwärtige Lage und die zukünftigen Erwartungen der Konsumenten.
Zu den Schwächen des Index gehört, dass die Verbraucher nicht die nötigen Informationen besitzen, um eine korrekte Einschätzung des Einkommens wie des Arbeitsplatzwachstums im Vorhinein abzugeben. Der monatliche Bericht enthält Informationen über geplante Ausgaben, die aber nicht unbedingt getätigt werden.
In einer Phase mit längerem Wirtschaftswachstum können die Kaufabsichten trotz sinkender Arbeitslosigkeit abnehmen, da die rege Nachfrage bereits befriedigt wurde. Dagegen können bei steigender Inflation die Kaufvorhaben kurzfristig zunehmen, da die Verbraucher in Erwartung steigender Preise diese schnell umsetzen, um den Preisanstieg zu vermeiden.
Die Finanzmärkte reagieren sensibel auf unerwartete Veränderungen des Index, er wird als Frühindikator für die konjunkturelle Entwicklung wie auch aufkommende Inflation empfunden. MCSI und Purchasing Managers Index gehören wie beispielsweise auch der Case-Shiller-Index, der FHFA House Price Index oder der Ölpreis zur Gruppe der Indikatoren, deren Entwicklung die Aktienindizes erkennbar beeinflussen.
Neben dem MCSI gibt es in den USA noch zwei Konsumklimaindizes: Consumer Confidence Index des Conference Boards und ABC News Consumer Comfort Index der Washington Post. Während sich die Fragestellung beim Conference Board auf die Arbeitsmarktsituation konzentriert, steht bei den anderen Indizes die finanzielle Lage der Haushalte im Mittelpunkt. Im Gegensatz zum Verbrauchervertrauen des Conference Boards stehen beim MCSI keine regionalen Indizes zur Verfügung.

## Geschichte

### Historischer Überblick
Der University of Michigan Consumer Sentiment Index (MCSI) wurde in den 1940er Jahren von dem Wirtschaftswissenschaftler George Katona entwickelt. Von November 1952 bis Ende 1977 erschien der Index vierteljährlich und ab Januar 1978 monatlich. Basiswert sind 100 Punkte im Februar 1966. Seit Januar 2007 berechnen die University of Michigan gemeinsam mit der Nachrichtenagentur Reuters den Index. Der langjährige Durchschnitt der Zeitreihe des MCSI von 1952 bis 2007 beträgt 88,5 Indexpunkte. Der Durchschnitt von 2008 bis 2012 liegt bei 69,2 Indexpunkten. Der Durchschnitt der gesamten Zeitreihe von 1952 bis 2012 liegt bei 86,8 Indexpunkten.
Während der Ölkrise in den 1970er Jahren sank der Index erstmals unter die Grenze von 60 Punkten. Im Februar 1975 erzielte er mit 57,6 Punkten einen Tiefststand. Sein Allzeittief markierte der Index während der Rezession Anfang der 1980er Jahre. Im Mai 1980 wurde ein Rekordtief von 51,7 Punkten ermittelt.
Im Januar 2000 erzielte der MCSI mit 112,0 Punkten ein Allzeithoch. Im Verlauf der Finanzkrise ab 2007 wuchs die Arbeitslosigkeit in den USA und das Realeinkommen ging zurück. Entsprechend sank das Verbrauchervertrauen im November 2008 auf einen Tiefststand von 55,3 Punkten. Mit der Erholung der US-Wirtschaft stieg auch der Index. Im Februar 2011 wurde ein Wert von 77,5 Punkten ermittelt.
Im August 2011 fiel das Verbrauchervertrauen auf 55,7 Punkte und damit auf den viertniedrigsten Stand seit Beginn der Datenreihe im November 1952. Nur der April 1980 mit 52,7 Punkten, der Mai 1980 mit 51,7 Punkten und der November 2008 mit 55,3 Punkten lagen noch etwas tiefer. Laut Aussagen des Chefökonomen Professor Richard Curtin, Leiter der Verbraucherbefragung, signalisierten derart tiefe Stände in der Vergangenheit eine Rezession.
Im November 2012 stieg der Index auf 82,7 Punkte und damit auf den höchsten Stand seit September 2007.
Für den Monat Dezember 2012 wurde ein Wert von 72,9 Punkten ermittelt.

### Beste und schlechteste Monate
Die Tabelle zeigt die Monate mit dem höchsten und niedrigsten Wert des University of Michigan Consumer Sentiment Index seit 1952.
| Rang | Datum     | Wert  |
| ---- | --------- | ----- |
| 1    | Jan. 2000 | 112,0 |
| 2    | Feb. 2000 | 111,3 |
| 3    | Mai 2000  | 110,7 |
| 4    | Feb. 1998 | 110,4 |
| 5    | Apr. 2000 | 109,2 |
| 6    | Apr. 1998 | 108,7 |
| 7    | Juli 2000 | 108,3 |
| 8    | Feb. 1999 | 108,1 |
| 9    | Nov. 2000 | 107,6 |
| 10   | Juni 1999 | 107,3 |
| 11   | Aug. 2000 | 107,3 |
| 12   | Nov. 1997 | 107,2 |
| 13   | Sep. 1999 | 107,2 |
| 14   | Nov. 1999 | 107,2 |
| 15   | Juli 1997 | 107,1 |
| 16   | März 2000 | 107,1 |
| 17   | Mai 1999  | 106,8 |
| 18   | Sep. 2000 | 106,8 |
| 19   | Jan. 1998 | 106,6 |
| 20   | März 1998 | 106,5 |

| Rang | Datum     | Wert |
| ---- | --------- | ---- |
| 1    | Mai 1980  | 51,7 |
| 2    | Apr. 1980 | 52,7 |
| 3    | Nov. 2008 | 55,3 |
| 4    | Aug. 2011 | 55,7 |
| 5    | Feb. 2009 | 56,3 |
| 6    | Juni 2008 | 56,4 |
| 7    | März 1980 | 56,5 |
| 8    | März 2009 | 57,3 |
| 9    | Feb. 1975 | 57,6 |
| 10   | Okt. 2008 | 57,6 |
| 11   | Juni 1980 | 58,7 |
| 12   | Sep. 2011 | 59,4 |
| 13   | Nov. 1974 | 59,5 |
| 14   | Mai 2008  | 59,8 |
| 15   | Dez. 2008 | 60,1 |
| 16   | Juli 1979 | 60,4 |
| 17   | Okt. 2011 | 60,9 |
| 18   | Dez. 1979 | 61,0 |
| 19   | Juli 2008 | 61,2 |
| 20   | Jan. 2009 | 61,2 |

### Jährliche Entwicklung
Die folgende Tabelle zeigt die jährlichen Höchst-, Tiefst- und Schlussstände sowie den Jahresdurchschnitt des University of Michigan Consumer Sentiment Index seit 1952.
| Jahr  | Höchststand | Tiefststand | Schlussstand | Jahres- durchschnitt |
| ----- | ----------- | ----------- | ------------ | -------------------- |
| 1952  | 86,2        | 86,2        | 86,2         | 86,2                 |
| 1953  | 90,7        | 80,7        | 80,7         | 86,2                 |
| 1954  | 87,0        | 80,7        | 87,0         | 83,2                 |
| 1955  | 99,7        | 87,0        | 99,7         | 97,4                 |
| 1956  | 100,2       | 98,2        | 100,2        | 99,5                 |
| 1957  | 100,2       | 83,7        | 83,7         | 93,8                 |
| 1958  | 90,8        | 78,5        | 90,8         | 82,2                 |
| 1959  | 95,3        | 90,8        | 93,8         | 93,6                 |
| 1960  | 100,0       | 90,1        | 90,1         | 95,5                 |
| 1961  | 99,2        | 90,1        | 93,0         | 93,8                 |
| 1962  | 99,9        | 91,6        | 95,0         | 95,3                 |
| 1963  | 98,4        | 91,7        | 94,4         | 95,3                 |
| 1964  | 100,6       | 94,4        | 99,9         | 99,2                 |
| 1965  | 105,4       | 99,9        | 102,9        | 103,2                |
| 1966  | 102,9       | 88,3        | 88,3         | 95,7                 |
| 1967  | 97,0        | 88,3        | 92,9         | 94,6                 |
| 1968  | 97,2        | 91,7        | 91,7         | 93,5                 |
| 1969  | 98,2        | 79,7        | 79,7         | 90,0                 |
| 1970  | 79,7        | 72,4        | 72,4         | 76,5                 |
| 1971  | 82,1        | 72,4        | 82,0         | 79,8                 |
| 1972  | 95,2        | 82,0        | 90,7         | 91,1                 |
| 1973  | 90,7        | 72,0        | 76,5         | 78,0                 |
| 1974  | 76,5        | 59,5        | 59,5         | 65,9                 |
| 1975  | 75,7        | 57,6        | 75,6         | 69,1                 |
| 1976  | 89,7        | 75,6        | 87,0         | 85,2                 |
| 1977  | 90,2        | 84,4        | 84,4         | 87,9                 |
| 1978  | 84,3        | 66,1        | 66,1         | 79,4                 |
| 1979  | 73,9        | 60,4        | 61,0         | 66,0                 |
| 1980  | 76,7        | 51,7        | 64,5         | 64,4                 |
| 1981  | 77,2        | 62,5        | 64,3         | 70,7                 |
| 1982  | 73,4        | 62,0        | 71,9         | 68,0                 |
| 1983  | 94,2        | 70,4        | 94,2         | 87,4                 |
| 1984  | 101,0       | 92,9        | 92,9         | 97,5                 |
| 1985  | 96,5        | 88,4        | 93,9         | 93,2                 |
| 1986  | 99,3        | 89,1        | 89,1         | 94,8                 |
| 1987  | 94,4        | 83,1        | 86,8         | 90,6                 |
| 1988  | 97,4        | 90,8        | 91,9         | 93,7                 |
| 1989  | 97,9        | 89,6        | 90,5         | 92,8                 |
| 1990  | 93,9        | 63,9        | 65,5         | 81,6                 |
| 1991  | 87,7        | 66,8        | 68,2         | 77,6                 |
| 1992  | 91,0        | 67,5        | 91,0         | 77,3                 |
| 1993  | 89,3        | 77,0        | 88,2         | 82,8                 |
| 1994  | 95,1        | 89,0        | 95,1         | 92,3                 |
| 1995  | 97,6        | 88,2        | 91,0         | 92,2                 |
| 1996  | 99,2        | 88,5        | 96,9         | 93,6                 |
| 1997  | 107,2       | 97,4        | 102,1        | 103,2                |
| 1998  | 110,4       | 97,4        | 100,5        | 104,6                |
| 1999  | 108,1       | 103,2       | 105,4        | 105,8                |
| 2000  | 112,0       | 98,4        | 98,4         | 107,6                |
| 2001  | 94,7        | 81,8        | 88,8         | 89,2                 |
| 2002  | 96,9        | 80,6        | 86,7         | 89,6                 |
| 2003  | 93,7        | 77,6        | 92,6         | 87,6                 |
| 2004  | 103,8       | 90,2        | 97,1         | 95,2                 |
| 2005  | 96,5        | 74,2        | 91,5         | 88,6                 |
| 2006  | 93,6        | 79,1        | 91,7         | 87,3                 |
| 2007  | 96,9        | 75,5        | 75,5         | 85,6                 |
| 2008  | 78,4        | 55,3        | 60,1         | 63,8                 |
| 2009  | 73,5        | 56,3        | 72,5         | 66,3                 |
| 2010  | 76,0        | 67,7        | 74,5         | 71,8                 |
| 2011  | 77,5        | 55,7        | 69,9         | 67,4                 |
| 2012¹ | 82,7        | 72,3        | 72,9         | 76,5                 |

¹ 31. Dezember 2012